# Initiative Minderheiten
Die Initiative Minderheiten (IM) besteht seit 1991 und ist eine Non-Governmental Organisation in Österreich. Sie ist als Verein organisiert und betreibt Büros in Wien und Innsbruck.

## Tätigkeit
Der wichtigste Vereinszweck ist eine minderheitengerechte Gesellschaft, „in der individuelle Lebensentwürfe unabhängig von Merkmalen wie ethnischer, sozialer oder religiöser Zugehörigkeit, sexueller Orientierung und Behinderung als gleichberechtigt und gleichwertig anerkannt sind.“ Eine Gesellschaft sei nur dann minderheitengerecht, wenn sie die verschiedenen Lebensentwürfe gleichmäßig und gerecht ermögliche und fördere. Die IM kämpft politisch und publizistisch gegen Diskriminierung, Vorurteile und Ausgrenzung aller Minderheiten. Die Initiative Minderheiten will „minoritäre Allianzen“ bilden, um gesellschaftspolitische Anliegen durchzusetzen, kooperiert daher eng mit Vereinen, Organisationen und Einzelpersonen aus dem Minderheitenbereich und orientiert sich an deren Anforderungen.
Neben der Medienarbeit via Zeitschrift, Radio und Internet, ist die IM in Schulen, an Universitäten und in der Erwachsenenbildung aktiv, veranstaltet Symposien, Sommerhochschulen, Kulturevents und Ausstellungen. Bedeutend erscheint der IM auch politisches Lobbying, die Mitarbeit in politischen Gremien und in Netzwerken von NGOs.

## Stimme
Seit 1991 erscheint die Zeitschrift Stimme (bis 2010 unter dem Titel Stimme von und für Minderheiten) um „einerseits die Öffentlichkeit über die Anliegen der Volksgruppen, MigrantInnen, Behinderten, Homosexuellen, kurz: der diskriminierten Gesellschaftsgruppen zu informieren, andererseits die Bildung von Allianzen zwischen diesen minoritären Gruppen“ anzuregen. Erschien die Zeitschrift anfangs unregelmäßig, so wird sie seit 1993 vierteljährlich herausgegeben.

## Radio Stimme
Die 14-tägliche Radiosendung der Initiative macht „Beiträge abseits des Mainstreams“ und will „zum Nachdenken über gesellschaftliche Dominanz- und Machtverhältnisse anregen“. Die einstündige Sendung wird seit 1998 zweimal im Monat auf dem freien, nicht-kommerziellen Wiener Radiosender Orange 94.0 ausgestrahlt. Wiederholungen der Sendung laufen zu fixen Sendezeiten auf den Sendern Freies Radio Innsbruck, Radio AGORA, Radio Helsinki – Verein freies Radio Steiermark, Radio Proton, Radio FRO, Radiofabrik 107,5, Freies Radio B138 und Freies Radio Salzkammergut. 2005, 2007 und 2013 wurde Radio Stimme mit dem Radiopreis der Erwachsenenbildung Österreich in den Sparten „Interaktives/Experimentelles“ (2005) bzw. „Kurzsendungen“ (2007, 2013) ausgezeichnet.

## Nachweise
1. ↑  Über Initiative Minderheiten, Homepage abgerufen am 14. Februar 2014
2. ↑  Sendeplätze, Homepage abgerufen am 5. Jänner 2015
3. ↑  Radiopreis der Erwachsenenbildung. PreisträgerInnen seit 1998 (Memento des Originals vom 6. Januar 2014 im Internet Archive)  Info: Der Archivlink wurde automatisch eingesetzt und noch nicht geprüft. Bitte prüfe Original- und Archivlink gemäß Anleitung und entferne dann diesen Hinweis., Homepage abgerufen am 5. Jänner 2015